# جتين غونر
جتين غونر (بالتركية: Çetin Güner)‏ هو لاعب كرة قدم تركي في مركز الهجوم، ولد في 28 ديسمبر 1977 في بيلفلد في ألمانيا. لعب مع طرابزون سبور وغازي عنتاب سبور.

## وصلات خارجية
- جتين غونر على موقع اتحاد تركيا (لاعب) (الإنجليزية)
- جتين غونر على موقع قاعدة بيانات كرة القدم.إي يو (الإنجليزية)